# John Norvell
John Norvell (Danville, 21 dicembre 1789 – Detroit, 24 aprile 1850) è stato un editore e politico statunitense.
Fu un senatore statunitense e rappresentò il Michigan nell'assemblea nazionale.

## Biografia
Nato a Danville, nel Kentucky, Norvell diresse il Baltimore Whig tra il 1813 e il 1814. Studiò legislatura, e fu ammesso ai legislatori del Maryland nel 1814 e iniziò a modificare ed emanare leggi a Baltimora. Si arruolò come soldato nella Guerra del 1812 e combatté nella Battaglia di Bladensburg.
Dopo la guerra, lavorò nei giornali di molte città: il Baltimore Patriot (1815-1817), il Lexington Kentucky Gazette (1817-1819) e il Philadelphia Franklin Gazette (1819-1928). Nel giugno 1829, Norvell e John Walker, il cofondatore del Pennsylvania Inquirer, vendettero il giornale a Jesper Harding. Norvell continuò a lavorare nell'editoria fino al 1831, quando si trasferì nel Territorio del Michigan dopo essere nominato capo-postino di Detroit dal Presidente statunitense Andrew Jackson. Fece questo lavoro fino al 1836. Gli abitanti del Territorio del Michigan approvarono una costituzione ed elessero dei funzionari di Stato nel 1835, benché il territorio non sarebbe stato ammesso fino al 26 gennaio 1837 a causa del conflitto chiamato Guerra di Toledo in corso contro l'Ohio. Norvell fu candidato senatore nel 1835. Comunque, a causa della non-approvazione del Michigan agli Stati Uniti d'America, gli fu detto che lo sarebbe diventato all'entrata del Michigan agli Stati Uniti.
Norvell fu un autorevole ed attivo partecipante della costituzione del 1835 e nella convenzione di Detroit del 1837 e accettò il compromesso che organizzò Jackson per risolvere la Guerra di Toledo: il Michigan avrebbe dovuto cedere la Striscia di Toledo - che era il territorio che causò la battaglia - e in cambio avrebbe avuto i tre quarti della Penisola superiore. Insegnò nell'Università del Michigan tra il 1837 e il 1839.
Dall'ammissione del Michigan agli Stati Uniti, Norvell entrò a far parte del Senato statunitense, nel Jacksoniano Partito Democratico-Repubblicano. Partecipò al ventiquattresimo, al venticinquesimo e al ventiseiesimo Congresso degli Stati Uniti dal 26 gennaio 1837 al 3 marzo 1841. Non chiese una nuova elezione ai congressi ma continuò a fare il senatore a Detroit.
Fu un membro del Senato di Stato nel 1841 e della Casa dei Rappresentativi di Stato nel 1842. Fu un avvocato in Michigan dal 1846 al 1849. Norvell sposò Isabella Hodgkiss Freeman, la figlia adottata di Tristram Freeman, un noto editore di Filadelfia e fondatore della Freeman auction house. I suoi veri genitori erano Michael Hodgkiss e Sarah DeWeese.
Norvell ebbe otto figli da tre mogli diverse. Con Isabella, la sua terza moglie, ebbe una figlia e cinque figli, tre dei quali combatterono nella Guerra civile americana e nella guerra messico-statunitense. Il Colonnello Freeman Norvell fu un ufficiale marino che combatté nella Battaglia di Chapultepec nel settembre 1847 e nella Battaglia di Gettysburg nel 1863. Il più giovane fratello di Freeman fu Dallas Norvell, che faceva parte del gruppo di militari comandati dal Generale George Custer. Un altro figlio, il Colonnello Stevens Thompson Norvell, fu un ufficiale dei Buffalo Soldiers dopo la guerra, e nella Battaglia di San Juan Hill con Theodore Roosevelt durante la Guerra ispano-americana. Norvell morì a Detroit il 24 aprile 1850 ed è attualmente seppellito nel Cimitero di Elmwood.